# Achttienhoven (Hollande-Méridionale)
Pour les articles homonymes, voir Achttienhoven.
Achttienhoven est un hameau de la commune néerlandaise de Nieuwkoop, dans la province de la Hollande-Méridionale. Le 1er janvier 2005, Achttienhoven comptait 140 habitants.
Achttienhoven a été une commune indépendante jusqu'au 1er septembre 1855, date de son rattachement à Nieuwkoop. Précédemment, Achttienhoven avait déjà été rattachée à Nieuwkoop entre 1812 et 1817.